# Jeziorzany (Lublin)
Pour les articles homonymes, voir Jeziorzany.
Jeziorzany (prononciation : [jɛʑɔˈʐanɨ]) est un village polonais de la gmina de Jeziorzany dans le powiat de Lubartów de la voïvodie de Lublin dans l'est de la Pologne.
Le village est le siège administratif (chef-lieu) de la gmina appelée gmina de Jeziorzany .
Il se situe à environ 27 kilomètres au nord-ouest de Lubartów (siège du powiat) et 45 kilomètres au nord-ouest de Lublin (capitale de la voïvodie).
Le village compte approximativement une population de 821 habitants.

## Histoire
Fondée au XVe siècle, Jeziorzany obtient le statut de ville de 1498 de 1870, puis devient un village.
De 1975 à 1998, le village est attaché administrativement à l'ancienne Voïvodie de Lublin.

Depuis 1999, il fait partie de la nouvelle voïvodie de Lublin.